# مسجد بدیه
مسجد بدیه (به عربی: مسجد البدیة)، مسجدی در شهر فجیره که در جنوب شرقی «روستای بدیه»، در کنار جاده اصلی روستا واقع شده‌است.

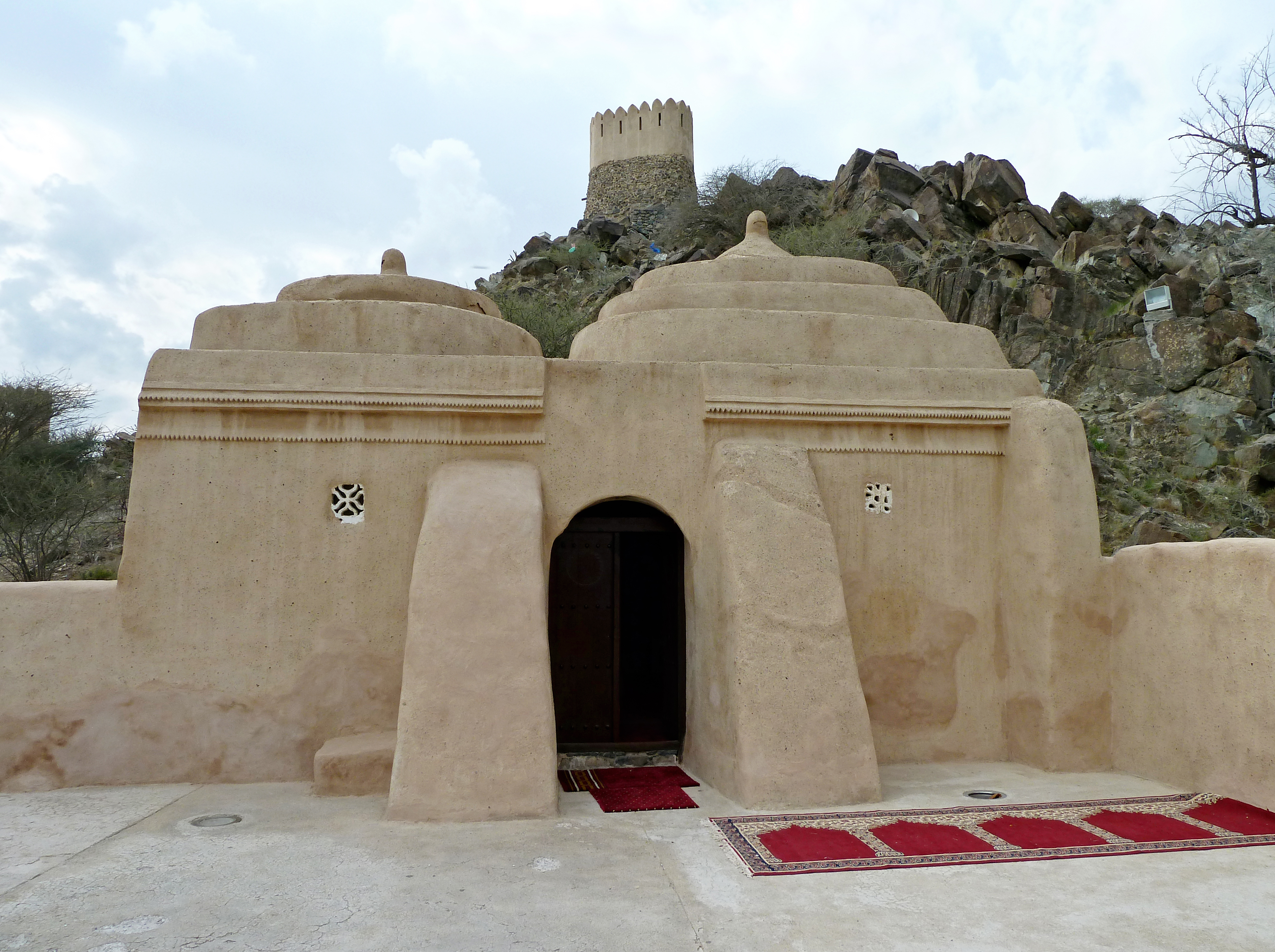
مسجد بدیه (فجیره)

## تاریخ ساخت مسجد
این مسجد که باستان شناسان تاریخ ساخت آن به سال ۱۴۴۶ میلادی تخمین می‌زنند، در سمت مغرب روستا و پایه کوه واقع شده‌است به طوری که محراب مسجد از بیرون به پایه کوه چسپیده‌است.
یک مطالعه  توسط دپارتمان میراث و آثار باستانی در فجیره، با همکاری دانشگاه سیدنی، استرالیا، انجام شده است، دربین سال‌های ۱۹۹۷ و ۱۹۹۸ میلادی، کاوش‌های باستان‌شناسی بر روی این مسجد انجام شد.نمونه‌هایی از مواد آلی از زیر پی دیوارهای مسجد و با استفاده از کربن ۱۴ آنالیزهای شیمیایی بر روی آنها برای تاریخ سنجی زمانی انجام شد. نتیجه آزمایشها این بود که مسجد بدیه تقریباً در سال ۱۴۴۶ میلادی ساخته شده است.
در قله کوه از سمت مغرب مسجد آثار دو برج قدیمی وجود دارد که به گفته ساکنان روستا در زمان قدیم نگهبانانی در آن برج‌ها گماشته بودند که نگهبانی می‌داد.

## موقعیت تاریخی مسجد
این مسجد بین راه دو شهر خور فکان و دِبا الحُصن واقع شده‌است.
شهر خور فکان در ۷ کیلومتری شمال مسجد واقع شده‌است، و شهر دبا در ۲۵ کیلومتری جنوب مسجد قرار دارد.
شهر خورفکان و شهر دبا از توابع امارت شارجه (شارقة) می‌باشند.

## نام
«مسجد البدیة» بعلت قرار داشتن مسجد در کنار روستای «البدیه» و نامشخص بودن نام حقیقی مسجد، آن را «مسجد البدیه» نامگذاری کردند.
دو راه ساحلی به محل مسجد راه دارد نخست از سمت شارقه (شارجه) ذَید) و مسافی است.
بعد از مسافی از دو راه می‌توان به موقع مسجد رسید که به شرح زیر می‌باشد:
- «مسافی»، «کلباء»، «فجیره»، «خور فکان»، «روستای بدیه»، «مسجد البدیه».
- «مسافی»، «طیبه»، «وادی عبادله»، «دبا» (این راه در چند روستای کوچک ساحلی گذر می‌کند تا اینکه به مسجد می‌رسد) مانند: روستای «الغرفه»، «العکامیه»، «الرأس»، «الکبوس»، «رول دبا»، «الفقیت»، «رول ضدنا»، «ضدنا»، «العقة»، «شرم»، «روستای بدیه»، «مسجد البدیه».[۱][۲][۳][۴][۵]

## شکل مسجد
نمای بیرونی مسجد با مسجدهایی که در امارات متحده عربی وجود دارد کاملاً اختلاف دارد، ولیکن وجود جهت‌گیری دیوار مسجد و وجود محراب رو به‌طرف قبله دلیلی واضح است که یکی از مسجدهای مسلمانان بوده که در آن منطقه زندگی می‌کرده‌اند.
مسجد در پایه کوه حجر ساخته شده و قسمتی از محراب ودیوار سمت قبله کاملاً به کوه چسپیده‌است.
نمای بیرونی مسجد باستانی البدیه از سنگ و گل سوخته ساخته شده است. مسجد دارای چهار گنبد است که در وسط بنا به ستونی تکیه داده شده است. محراب دارای دریچه‌های کوچکی است که کار تهویه را انجام می‌دهند.
دروازه مسجد، سمت مشرق قرار دارد و مسجد فقط یک درب ورودی دارد.
حجم مسجد کوچک است، در درون مسجد حدود ۱۵ تا ۲۰ نفر می‌توانند در مسجد نماز گذارند. اما محوطه بیرون مسجد (صحن مسجد) در حدود ۴۰ تا ۵۰ نفر، نمازگزار جا می‌دهد؛ ولی اینطور که معلوم است صحن بیرونی مسجد بعداً به مسجد اضافه شده‌است.
در مسجد هیچ گونه چوبی به کار نرفته‌است. سقف مسجد کاروانسرا مانند است، در وسط مسجد یک ستون ضخیم وجود دارد که تمام سقف مسجد بر روی آن قرار دارد، اما جوانب سقف به روی دیوارهای اطراف مسجد قرار دارند.
از بیرون سقف مسجد قبه‌های متعددی دارد و طبقه‌بندی شده نشان می‌دهد، اما از داخل سقف مسجد مانند قوس نمایان است.
پس از مرمت ساختمان مسجد، حکومت فجیره، این اثر تاریخی را به جهانگردان معرفی نموده و سالیانه عده زیادی از گردشگران از این مکان دیدن می‌کنند.
داخل مسجد معماری بی نظیر آن جلب توجه می‌کند. هر چهار گنبد توسط یک ستون مرکزی که همان ستون اصلی است، که شالوده ساختمانی بر آن بنا شده است، پشتیبانی می‌شود. سقف آن چوبی نیست و مناره ندارد.  آنچه این مکان را به عنوان یک عبادتگاه مسلمانان مشخص می‌کند وجود منبر و محراب است. که هر دو به سمت مکه هستند.

## تعمیر و نگهداری مسجد
اداره آثار باستانی و میراث فجیره کارهای مرمتی را با همکاری شهرداری دبی انجام داد.  این تعمیرات، که بیش از یک سال ادامه داشت، تمام قسمت‌های مسجد قدیمی و آثار باستانی اطراف آن را شامل می‌شد، و بدیه و آثار باستانی آن را از انقراض محافظت کرد.

## نگاره

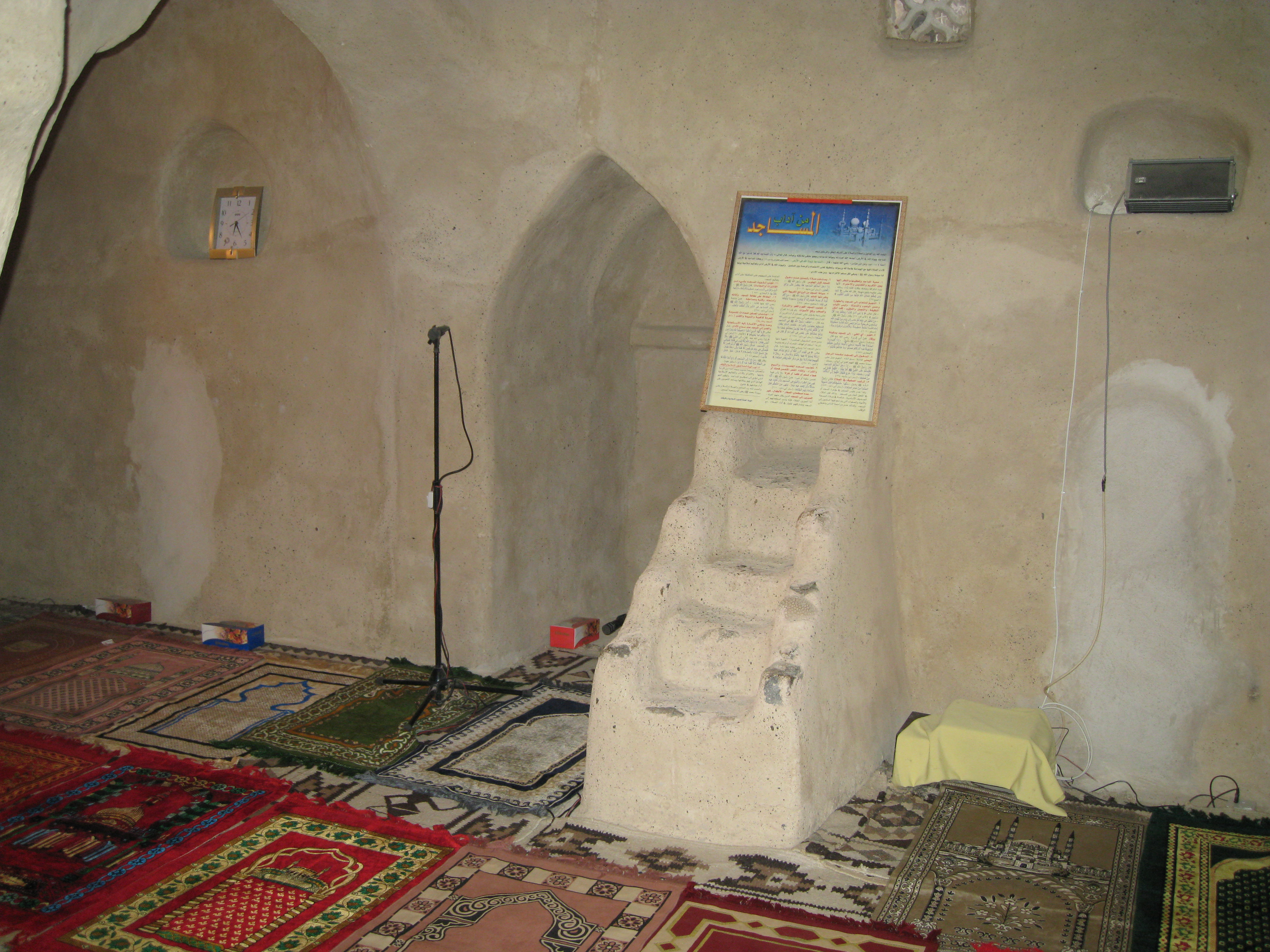
مسجد بدیه
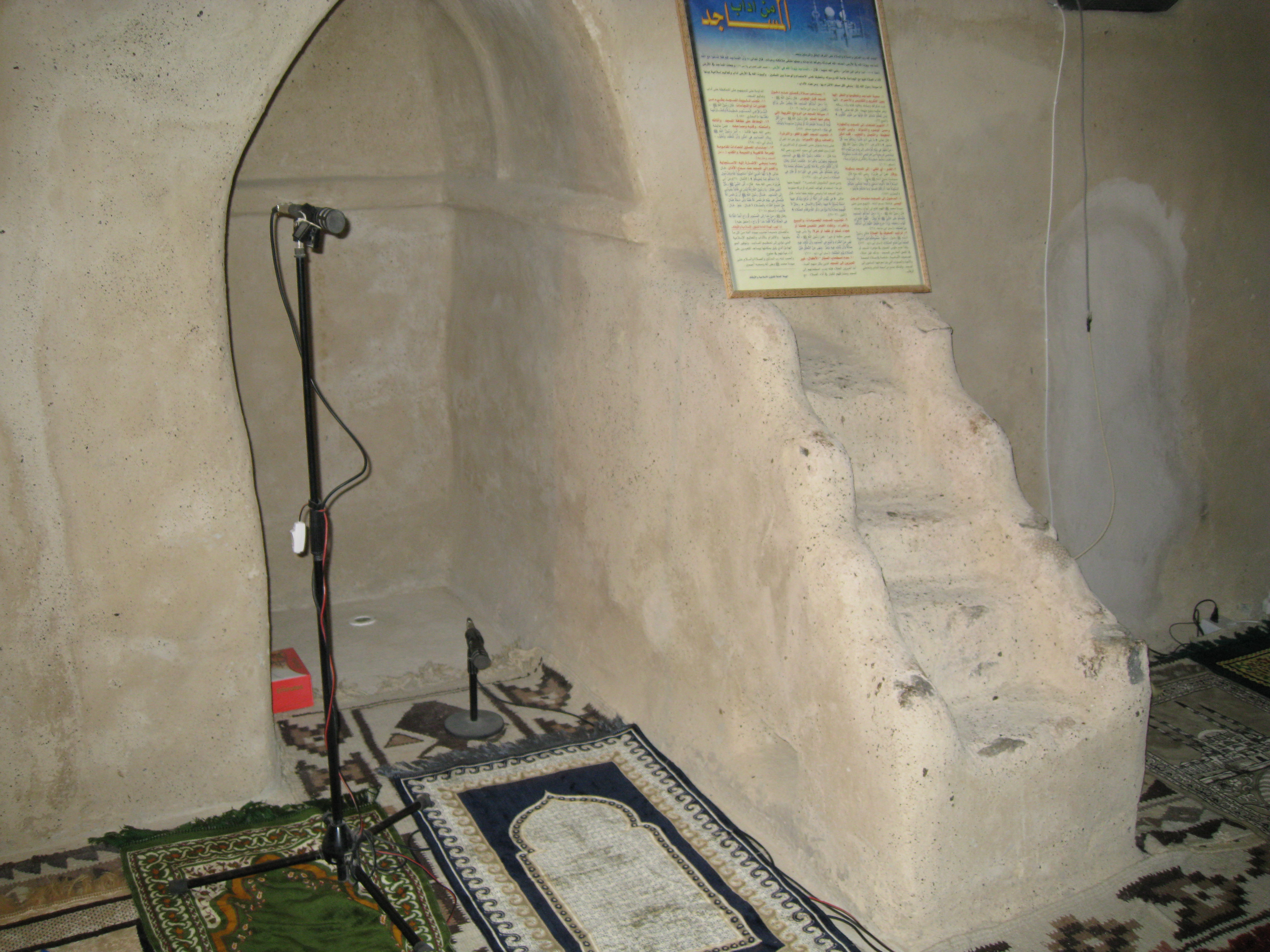
مسجد بدیه
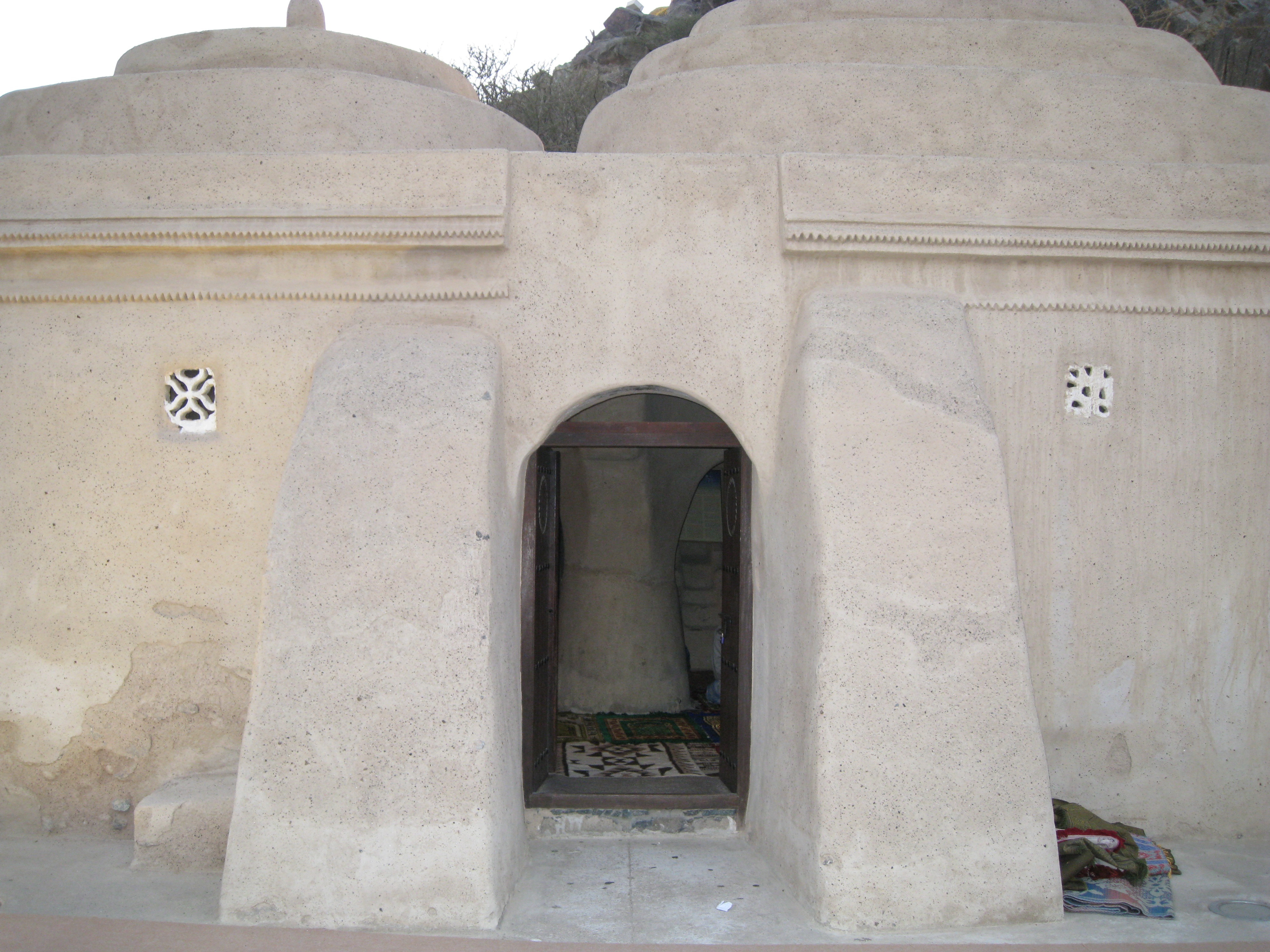
مسجد بدیه

## فهرست منابع و مآخذ
- العبودی، ناصر، بن حسین، “ (مسجد البدیة) “، ج ۱ ـ جامعة الامارات العربیة المتحدة.
- العبودی، ناصر، بن حسین، “ (مسجد البدیة) “، ج ۱ ـ جامعة الامارات العربیة المتحدة.
- الدکتور: عبدالله بن عبدالرحمن رحمة، “ (الإمارات فی ذاکِرةَ أَبَنائُها) “، اَلمُجَلَد اَلأَوَل. عام ۲۰۰۶
- Bidya oldest known mosque in the UAE, gulfnews.com, August 06, 2009, Accessed on August ۰۱ ۲۰۱۱
- a b c d e The oldest mosque in the country, The National, December 4, 2010, Accessed April 18, 2011.
- a b c Designs on the past, gulfnews.com, December 10, 2001, Accessed on August ۰۱, ۲۰۱۱
- History comes alive, gulfnews.com, July/۱۰/۲۰۰۸, Accessdate ۰۱/۰۸/۲۰۱۱